# Bengt Holmström

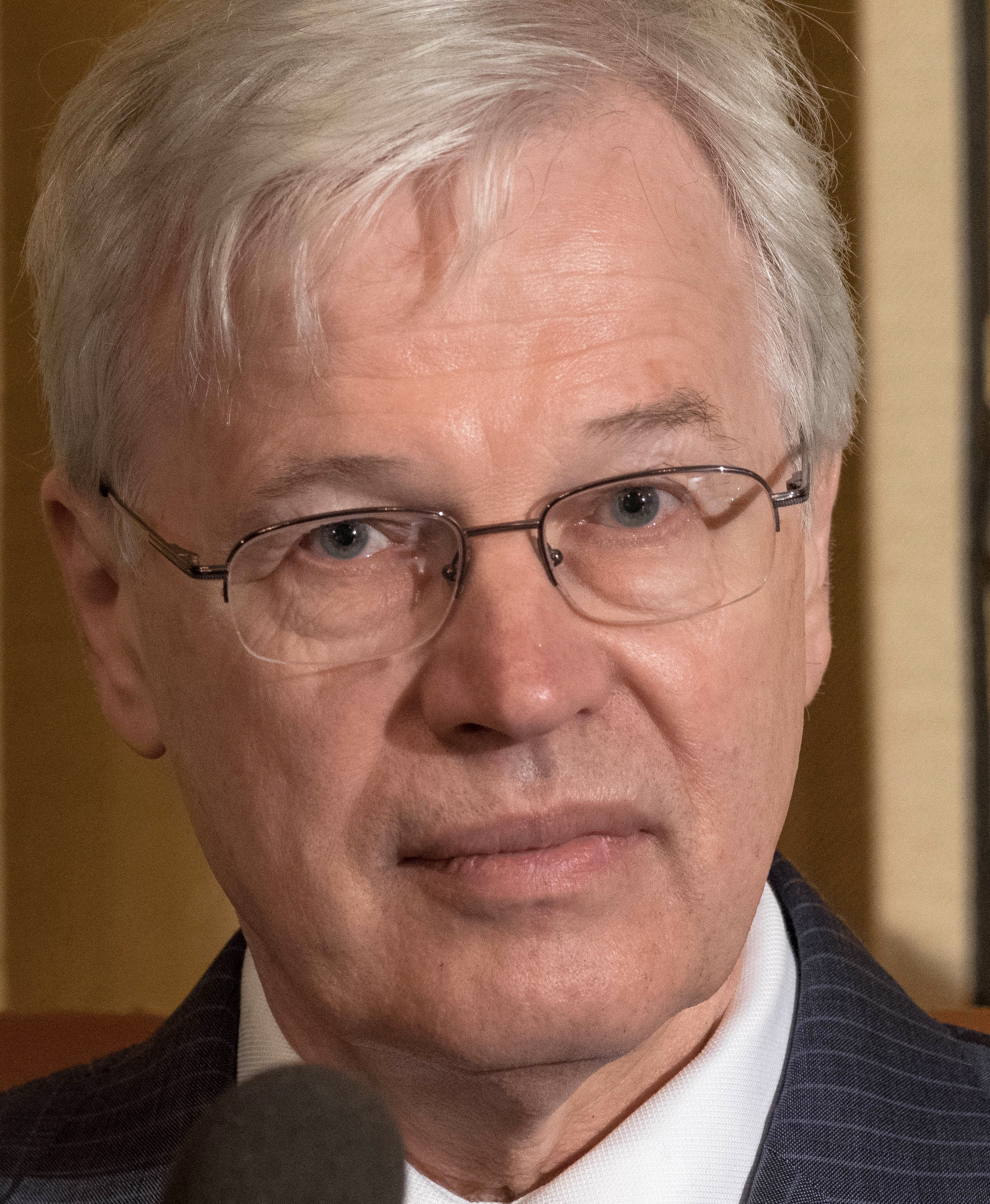
Bengt Holmström tại cuộc họp báo giải Nobel ở Stockholm, ThụDDieeenr, tháng 12 năm 2016

Bengt Robert Holmström (sinh ngày 18 tháng 4 năm 1949) là một nhà kinh tế người Phần Lan hiện đang là Giáo sư Kinh tế Paul A. Samuelson tại Viện Công nghệ Massachusetts. Cùng với Oliver Hart, ông được trao Giải Nobel Kinh tế vào năm 2016.

## Tiểu sử
Holmström sinh ra tại Helsinki, Phần Lan vào ngày 18 tháng 4 năm 1949 và thuộc nhóm thiểu số nói tiếng Thụy Điển của Phần Lan. Ông nhận bằng cử nhân ngành toán học và khoa học từ Đại học Helsinki năm 1972. Ông cũng đã nhận bằng Thạc sĩ Khoa học về Nghiên cứu hoạt động của Đại học Stanford năm 1975. Ông nhận bằng tiến sĩ từ Trường Cao học Kinh doanh tại Stanford năm 1978. Ông chuyển đến Hoa Kỳ vào năm 1976.